# Pedro Luis Lazo
Pedro Luis Lazo (San Luis, Pinar del Río, 15 de abril de 1973) es un jugador de béisbol cubano, considerado por muchos el mejor lanzador cubano de todos los tiempos. Es el único jugador de béisbol del mundo que ha participado en cuatro finales olímpicas (dos medallas de oro y dos de plata).

## Series Nacionales
Debuta en Series Nacionales con Forestales en la temporada 1990-1991, posteriormente pasa a formar parte de la nómina de Pinar del Río equipo con el que conquistaría dos títulos nacionales en temporadas consecutivas (1996-1997 y 1997-1998). Durante su carrera de 20 Series Nacionales, Lazo dejó varios récords para el béisbol nacional. Es el lanzador con más victorias en la historia de las Series Nacionales con 257, su promedio de carreras limpias en 20 Series fue de 3.22 y propinó 2426 ponches.
Jugó en México para los Piratas de Campeche de la Liga Mexicana de Béisbol y para los Cañeros de Los Mochis en la Liga Mexicana del Pacífico .

## Equipo Cuba
Debutó con la Selección de béisbol de Cuba en los Juegos Panamericanos de Mar del Plata 1995, manteniéndose en el equipo nacional por 15 años, hasta su retiro en el año 2010. Ha intervenido en numerosos torneos internacionales conquistando un gran número de títulos: 2 Clásicos Mundiales (un subcampeonato), 4 Juegos Olímpicos (2 medallas de oro y 2 medallas de plata), 6 Campeonatos Mundiales de la IBAF (4 títulos y 2 subtítulos), 4 Juegos Panamericanos (4 medallas de oro), 3 Juegos Centroamericanos y del Caribe (3 medallas de oro), 3 Copas Intercontinentales (3 títulos), además de otros torneos de menor importancia.